# Un chant d'amour
Cet article porte sur le film de Jean Genet. Pour le recueil de poèmes de 1959, voir Pierre Gamarra.
 (août 2025).
Pour plus de détails, voir Fiche technique et Distribution.
Un chant d'amour est un court métrage français réalisé par Jean Genet en 1950 et sorti en 1975.

## Synopsis
Depuis leurs cellules, deux prisonniers arrivent à communiquer grâce à un trou percé dans le mur qui les sépare. Avec la complicité silencieuse du gardien qui les observe par le judas, ils vont établir un contact amoureux et érotique en utilisant divers objets tels qu’une cigarette, une paille.

## Fiche technique
- Titre original : Un chant d'amour (titre alternatif : Poursuite)[1]
- Réalisation : Jean Genet
- Scénario : Jean Genet
- Décors : Maurice Colasson
- Photographie : Jacques Natteau, Jean Cocteau (non crédité)
- Montage : Jean Genet
- Producteur : Nikos Papatakis
- Société de production : Argos Films (France)
- Sociétés de distribution : Jacques Le Glou Audiovisuel (distributeur d'origine), Collectif Jeune Cinéma.
- Pays d’origine :  France
- Année de tournage : 1950
- Format : 35 mm — noir et blanc — 1.37:1 — film muet
- Genre : expérimental[1], court métrage
- Durée : 25 min 23 s
- Année de sortie :  1975
- (fr) Classification CNC : interdit aux -16 ans (visa d'exploitation no 44127 délivré le 21 août 1975)

## Distribution
- Java : la main qui tend le bouquet
- André Reybaz : le gardien / la doublure lumière
- Lucien Sénémaud : le jeune prisonnier tatoué
- Coco Le Martiniquais : le prisonnier qui exécute une danse lascive

## Autour du film
- Au début des années 1950, l'homosexualité était considérée comme une déviance sexuelle et sa manifestation publique était sévèrement réprimée. Tout contrevenant était passible d'emprisonnement. C'est pour cette raison que le film fut censuré et dut attendre vingt-cinq ans avant d'être distribué. En 1996, la Cour suprême des États-Unis a confirmé la décision d'interdiction de la cour d'appel de Californie concernant ce film.
- Les musiciennes Mansfield.TYA ont réalisé en 2005 un ciné-concert sur ce film qui n'avait jamais réellement pu avoir de bande originale. Une chanson éponyme est sortie sur l'album Fuck. Plusieurs autres artistes ont cependant écrit une musique pour ce film, dont Gavin Bryars (1973), Patrick Nunn (1996) et Simon Fisher-Turner (2003).

## Vidéographie
- Portrait Jean Genet — Un chant d'amour. Coffret : livre + 1 DVD (film) + 2 CD, Éditeur EPM Musique, Socadisc Europ' Distribution, 2006